# Archivo Histórico de la UNAM
El Archivo Histórico de la Universidad Nacional Autónoma de México (AHUNAM) es un archivo histórico ubicado en la Ciudad Universitaria de la misma institución. Fue el depósito final de la documentación generada por las distintas dependencias de la institución, en el ejercicio de sus funciones, que una vez terminada su vigencia administrativa aún conservan valor cultural y testimonial suficiente como para preservarla.
Se divide en tres secciones, las dos primeras relacionadas con la procedencia (institucional o externa) de los acervos y la tercera con su clase documental (iconográfica).

## Historia
Se inauguró en 1962 por el rector Ignacio Chávez Sánchez con el propósito de montar una exhibición documental de aspectos socioculturales y la historia de la UNAM, para así poderle dar un tratamiento técnico y fuera objeto de consulta y difusión.
En sus principios se integraron archivos particulares (de personas o asociaciones), por donación o compraventa, que podían ser fuentes de interés para documentar el desarrollo de la Institución, y para la historiografía en general, sobre épocas y temas diversos.
Hacia 1970 comenzó a regirse como repositorio de tercer nivel, superadas las fases de trámite e intermedia, de documentos transferidos por el Archivo General de la Universidad, y en 1976 el Acuerdo del rector Guillermo Soberón Acevedo para nombrar el Centro de Estudios sobre la Universidad incluyó al Archivo Histórico, “como pilar a las investigaciones de diferentes institutos del campo de las Humanidades”.
El centro fue transformado en el Instituto de Investigaciones sobre la Universidad y la Educación (IISUE), y el archivo histórico se incorporó a la misma institución creciendo en volumen y en recursos, sus programas cubren organización, descripción y difusión; está bien equipado en materia de conservación, restauración, reprografía y digitalización, todo a cargo de experimentados técnicos académicos.

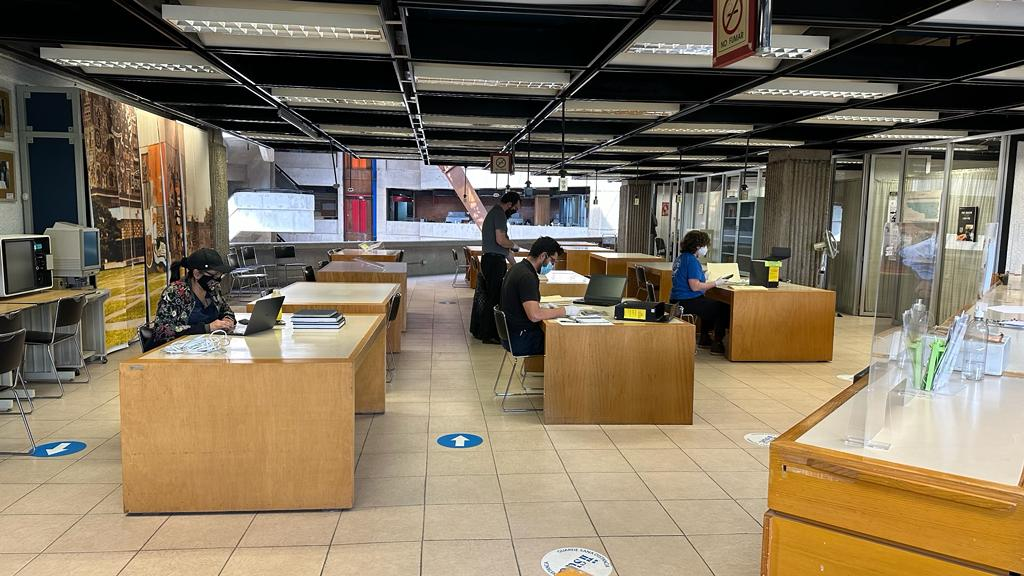
Vista de la sala de consulta en el AHUNAM

Aparte del Fondo Universidad Nacional de México guarda 56 grupos documentales de escuelas y dependencias administrativas, de publicaciones oficiales y selecciones hemerográficas y fotográficas relativas a la universidad, así como 82 acervos incorporados de procedencia y temática diversas; del total, 24 se conforman exclusivamente de fotografías.
La guía general es el instrumento de referencia primario para acceder al patrimonio documental del Archivo Histórico de la UNAM, mediante descripciones breves de los fondos y colecciones que se resguardan e ilustraciones alusivas a su riqueza testimonial.